# Green Lake (James-Ross-Insel)
Der Green Lake ist neben dem Andreassen Lake der südlichere zweier kleiner Seen auf der Ostseite der Ulu-Halbinsel auf der westantarktischen James-Ross-Insel. Er liegt zwischen der Saint Martha Cove und dem Andreassen Point.
Das UK Antarctic Place-Names Committee benannte ihn 2015 nach seiner Färbung, die aus Grünalgen und Cyanobakterien resultiert.